# Route nationale 677
Die Route nationale 677, kurz N 677 oder RN 677, war eine französische Nationalstraße, die von 1933 bis 1973 zwischen einer Straßenkreuzung mit der ehemaligen Nationalstraße 673 südwestlich von Saint-Céré und einer Kreuzung mit der ehemaligen Nationalstraße 20 südwestlich von Labastide-Murat verlief. Ihre Länge betrug 40,5 Kilometer.